# بوب بريدن
بوب بريدن (بالإنجليزية: Bob Braden)‏ هو عالم حاسوب أمريكي، ولد في 28 يناير 1934، وتوفي في 18 أبريل 2018.